# Várzea Grande, Mato Grosso
Várzea Grande este un oraș și o municipalitate din statul Mato Grosso (MT), Brazilia.
1. ↑   https://web.archive.org/web/20220708100530/https://cidades.ibge.gov.br/brasil/mt/varzea-grande/panorama Lipsește sau este vid: |title= (ajutor)
2. ↑  „Divisão Territorial do Brasil”. Divisão Territorial do Brasil e Limites Territoriais, Instituto Brasileiro de Geografia e Estatística (IBGE). Accesat în 3 ianuarie 2025.